# Franz Zhorny
Franz Zhorny (* 1949 in Wien; † 20. Jänner 2006 ebenda) war ein österreichischer Handballtorwart.
Franz Zhorny erlebte den Zenit seiner sportlichen Karriere in der Saison 1978/79 nach seinem Wechsel von Union West-Wien zu UHK Krems. Er schaffte es in den neun Jahren seiner Karriere nie, mit einer Mannschaft den Meistertitel zu erlangen. Seine sportliche Laufbahn endete in St. Pölten, zunächst noch als Spieler und zuletzt als Manager der Union, an deren Aufstieg von der Landes- in die A-Liga er maßgeblich mitwirkte.
Als Torhüter für die österreichische Nationalmannschaft spielte er 80 Mal und nahm dabei an fünf Weltmeisterschafts-Turnieren teil.
Am Tag seines Todes brach Zhorny während einer Beerdigung nach Unwohlsein plötzlich zusammen.
| Personendaten    | Personendaten                                    |
| ---------------- | ------------------------------------------------ |
| NAME             | Zhorny, Franz                                    |
| KURZBESCHREIBUNG | österreichischer Handballtorwart und -funktionär |
| GEBURTSDATUM     | 1949                                             |
| GEBURTSORT       | Wien                                             |
| STERBEDATUM      | 20. Januar 2006                                  |
| STERBEORT        | Wien                                             |